# Théorème de Liouville (algèbre différentielle)
Pour les articles homonymes, voir Théorème de Liouville.
En mathématiques, et plus précisément en analyse et en algèbre différentielle (en), le théorème de Liouville, formulé par Joseph Liouville dans une série de travaux concernant les fonctions élémentaires entre 1833 et 1841, et généralisé sous sa forme actuelle par Maxwell Rosenlicht en 1968, donne des conditions pour qu'une primitive puisse être exprimée comme combinaison de fonctions élémentaires, et montre en particulier que de nombreuses primitives de fonctions usuelles, telle que la fonction d'erreur, qui est une primitive de e−x2, ne peuvent s'exprimer ainsi.

## Définitions
Un corps différentiel est un corps commutatif K, muni d'une dérivation, c'est-à-dire d'une application {\displaystyle \partial } de K dans K, additive (telle que {\displaystyle \partial (u+v)=\partial u+\partial v}), et vérifiant la « règle du produit » :
{\displaystyle \partial (uv)=u\,\partial v+v\,\partial u}.
Si K est un corps différentiel, le noyau de {\displaystyle \partial }, à savoir {\displaystyle \operatorname {Ker} (\partial )=\{u\in K:\partial (u)=0\},} est appelé le corps des constantes, et noté Con(K) ; c'est un sous-corps de K.
Étant donnés deux corps différentiels F et G, on dit que G est une extension logarithmique de F si G est une extension transcendante simple de F, c'est-à-dire que G = F(t) pour un élément transcendant t, et s'il existe un s de F tel que {\displaystyle \partial t=\partial s/s}.
Cette condition a la forme d'une dérivée logarithmique ; on peut donc interpréter t comme une sorte de logarithme de l'élément s de F.
De façon analogue, une extension exponentielle de F est une extension transcendante simple de F telle qu'il existe un s de F vérifiant {\displaystyle \partial t=t\partial s} ; là encore, t peut être interprété comme une sorte d'exponentielle de s.
Enfin, on dit que G est une extension différentielle élémentaire de F s'il existe une chaîne finie de sous-corps allant de F à G, telle que chaque extension de la chaîne soit algébrique, logarithmique ou exponentielle.

## Le théorème fondamental
Théorème de Liouville-Rosenlicht — Soient F et G deux corps différentiels, ayant le même corps des constantes, et tels que  G  soit une extension différentielle élémentaire de F.  Soit a  un élément de  F, y un élément de  G, avec {\displaystyle \partial } y = a.  Il existe alors une suite c1, ..., cn de Con(F),  une suite u1, ..., un de F, et un élément  v de F tels que 
{\displaystyle a=c_{1}{\frac {\partial u_{1}}{u_{1}}}+\dotsb +c_{n}{\frac {\partial u_{n}}{u_{n}}}+\partial v.}
Autrement dit, les seules fonctions ayant des « primitives élémentaires » (c'est-à-dire des primitives appartenant à des extensions élémentaires de F) sont celles de la forme prescrite par le théorème.

## Exemples
Le corps K = C(x) des fractions rationnelles à une variable, muni de la dérivée usuelle, est un corps différentiel ; son corps des constantes s'identifie à C. La plupart des éléments de ce corps n'y ont pas de primitives ; par exemple {\displaystyle {1}/{x}} n'en admet pas, parce que ses primitives ln x + C ont une vitesse de croissance à l'infini plus faible que celle de toute fraction rationnelle non bornée ; de même, on montre que les primitives de {\displaystyle {1}/(x^{2}+1)}, de la forme arctan(x) + C, n'appartiennent pas à K. Cependant, dans ces deux cas, il existe une primitive dans une extension de K ; respectivement, il s'agit de l'extension logarithmique {\displaystyle K[\ln x]} et de l'extension logarithmique {\displaystyle K[\ln((1+\mathrm {i} x)/(1-\mathrm {i} x))]} : en effet, utilisant les formules d'Euler, on peut écrire
{\displaystyle {\begin{aligned}\mathrm {e} ^{2\mathrm {i} \theta }&={\frac {\mathrm {e} ^{\mathrm {i} \theta }}{\mathrm {e} ^{-\mathrm {i} \theta }}}={\frac {\cos \theta +\mathrm {i} \sin \theta }{\cos \theta -\mathrm {i} \sin \theta }}={\frac {1+\mathrm {i} \tan \theta }{1-\mathrm {i} \tan \theta }}\\[8pt]2\mathrm {i} \theta &=\ln \left({\frac {1+\mathrm {i} \tan \theta }{1-\mathrm {i} \tan \theta }}\right){\rm {\ et\ donc\ }}\arctan x={\frac {1}{2\mathrm {i} }}\ln \left({\frac {1+\mathrm {i} x}{1-\mathrm {i} x}}\right)\end{aligned}}}
On sait d'ailleurs (d'après la décomposition en éléments simples) que tout élément de K admet une primitive dans une extension élémentaire de K (et même, en fait, dans une extension qui est obtenue par une suite d'extensions logarithmiques).
En revanche, la plupart des extensions élémentaires de K ne vérifient pas cette propriété de stabilité. Ainsi, si on prend pour corps différentiel L = K(exp(–x2)) (qui est une extension exponentielle de K), la fonction d'erreur erf, primitive de la fonction gaussienne exp(–x2) (à la constante 2/√π près), n'est dans aucune extension différentielle élémentaire de K (ni, donc, de L), c'est-à-dire qu'elle ne peut s'écrire comme composée de fonctions usuelles. La démonstration repose sur l'expression exacte des dérivées données par le théorème, laquelle permet de montrer qu'une primitive serait alors nécessairement de la forme P(x)/Q(x)exp(–x2) (avec P et Q polynômes) ; on conclut en remarquant que la dérivée de cette forme ne peut jamais être exp(–x2). On montre de même que de nombreuses fonctions spéciales définies comme des primitives, telles que le sinus intégral Si, ou le logarithme intégral Li, ne peuvent s'exprimer à l'aide des fonctions usuelles.

## Relation avec la théorie de Galois différentielle et généralisations
On présente parfois le théorème de Liouville comme faisant partie de la théorie de Galois différentielle, mais cela n'est pas tout à fait exact : il peut être démontré sans aucun appel à la théorie de Galois. De plus, le groupe de Galois d'une primitive donnée est soit trivial (s'il n'est pas nécessaire d'étendre le corps pour l'exprimer), soit le groupe additif des constantes (correspondant à la constante d'intégration). Ainsi, le groupe de Galois différentiel d'une primitive ne contient pas assez d'information pour déterminer si elle peut ou non s'exprimer en fonctions élémentaires, ce qui constitue l'essentiel du théorème de Liouville.
Inversement, la théorie de Galois différentielle permet d'obtenir des résultats analogues, mais plus puissants, par exemple de démontrer que les
fonctions de Bessel, non seulement ne sont pas des fonctions élémentaires, mais ne peuvent même pas s'obtenir à partir de primitives de ces dernières (ce ne sont pas des fonctions liouvilliennes). De manière analogue (mais sans utiliser la théorie de Galois différentielle), Joseph Ritt a obtenu en 1925 une caractérisation des fonctions élémentaires dont la bijection réciproque est également élémentaire.